# Yokosuka MXY-9
Die Yokosuka MXY-9 Shuka (秋火 – japanisch für Herbstfeuer) war ein projektiertes japanisches Schulflugzeug für zukünftige Piloten der Mitsubishi J8M Shusui bzw. Ki-200 (in Lizenz gebaute Kopie der deutschen Messerschmitt Me 163 Komet) und wurde aus dessen nicht angetriebener Segler-Version Yokosuka MXY-8 Akigusa entwickelt. Die Bezeichnung „MXY-9“ wurde von der kaiserlich-japanischen Marine für dieses Flugzeug vergeben, während die Luftstreitkräfte der kaiserlich-japanischen Armee die Bezeichnung „Ku-13“ vergab.

## Geschichte
Die Mitsubishi J8M Shusui sollte eine in Japan in Lizenz gebaute Kopie des deutschen raketengetriebenen Abfangjägers Messerschmitt Me 163 Komet werden, aber aufgrund von Problemen beim Transport von Unterlagen und Material aus dem Deutschen Reich gegen Ende des Zweiten Weltkriegs (einige damit beladene U-Boote wurden unterwegs versenkt oder kamen aus anderen Gründen nicht in Japan an) musste jedoch ein Großteil des Flugzeuges auf Basis weniger Unterlagen neu konstruiert werden. Die MXY-8 wurde parallel zur J8M gebaut, um die Konstruktion zu testen und bereits während der Entwicklung der J8M-Piloten schulen zu können.
Die MXY-9 wurde aus der nicht angetriebenen Gleiterversion Yokosuka MXY-8 Akigusa entwickelt und sollte, um strategisch wichtige Werkstoffe einzusparen, ebenfalls komplett aus Holz gebaut, jedoch im Gegensatz zu dieser von einem einfachen Thermojet-Triebwerk des Typs Tsu-11 angetrieben werden.
Bis zum Ende des Zweiten Weltkriegs konnte jedoch kein einziges Exemplar mehr gebaut werden.

## Technische Daten (MXY-9 projektiert)
| Kenngröße       | Daten                               |
| --------------- | ----------------------------------- |
| Besatzung       | 1                                   |
| Länge           | 6,05 m                              |
| Spannweite      | 9,50 m                              |
| Höhe            | 2,70 m                              |
| Flügelfläche    | 17,7 m²                             |
| Flügelstreckung | 5,1                                 |
| Triebwerke      | 1 Thermojet Tsu-11 mit 1,7 kN Schub |

## Ähnliche Entwicklungen
- Messerschmitt Me 163 Komet
- Mitsubishi J8M Shusui
- Yokosuka MXY-8 Akigusa
- Mitsubishi Ki.202 Shusui-Kai